# Carrión de Calatrava
Carrión de Calatrava és un municipi de la província de Ciudad Real a la comunitat autònoma de Castella-La Manxa. Limita amb Fernán Caballero al nord, Miguelturra al nord-oest, Torralba de Calatrava a l'est, Almagro i Miguelturra al sud, i Ciudad Real a l'oest.